# One Way or Another
One Way Or Another – singel amerykańskiego zespołu rockowego Blondie, wydany w maju 1979. Utwór osiągnął 24 miejsce na amerykańskiej liście przebojów Billboard Hot 100 oraz 7 miejsce na kanadyjskiej liście RPM Singles w 1979. Doczekał się coveru w wykonaniu boysbandu One Direction z podtytułem (Teenage kicks).